# Трибунал по Китаю
Трибунал по Китаю (англ. China Tribunal) или Лондонский трибунал (London Tribunal) — некоммерческая неправительственная организация, созданная по инициативе «Международной коалиции по прекращению злоупотреблений при трансплантации органов в Китае» (ETAC; сооснователи — Дэвид Килгур, Дэвид Мэйтас и Итан Гутман), в которую входят несколько десятков юристов, учёных, врачей, специалистов по этике, исследователей и правозащитников. Занимается общественными расследованиями случаев возможных злоупотреблений при трансплантации органов в Китае. Был создан в 2018 году в Великобритании, первоначально состоял из семи человек, которым было поручено выяснить, соответствуют ли действительности утверждения о насильственном извлечении органов у узников совести в материковом Китае.

## Предыстория
Трансплантационная медицина в материковом Китае является одной из наиболее развитых в мире. Первые операции по пересадке человеческих органов были проведены в Китайской Народной Республике в 1960-х годах, а в 2003 году количество таких операций превысило 13 тысяч в год и достигло максимума. Это вызвало обеспокоенность некоторых врачей, учёных, общественно-политических деятелей и подозрения в насильственном изъятии органов у некоторых представителей этнических и религиозных меньшинств материкового Китая. По закону КНР запрещены принудительное изъятие органов для трансплантации и коммерческая торговля органами, однако допускается изъятие органов у приговорённых к смертной казни преступников с их предварительного согласия или разрешения их родственников. Добровольность и осознанность согласия человека, оказавшегося в такой ситуации, также вызывает сомнения у ряда экспертов.

## Участники

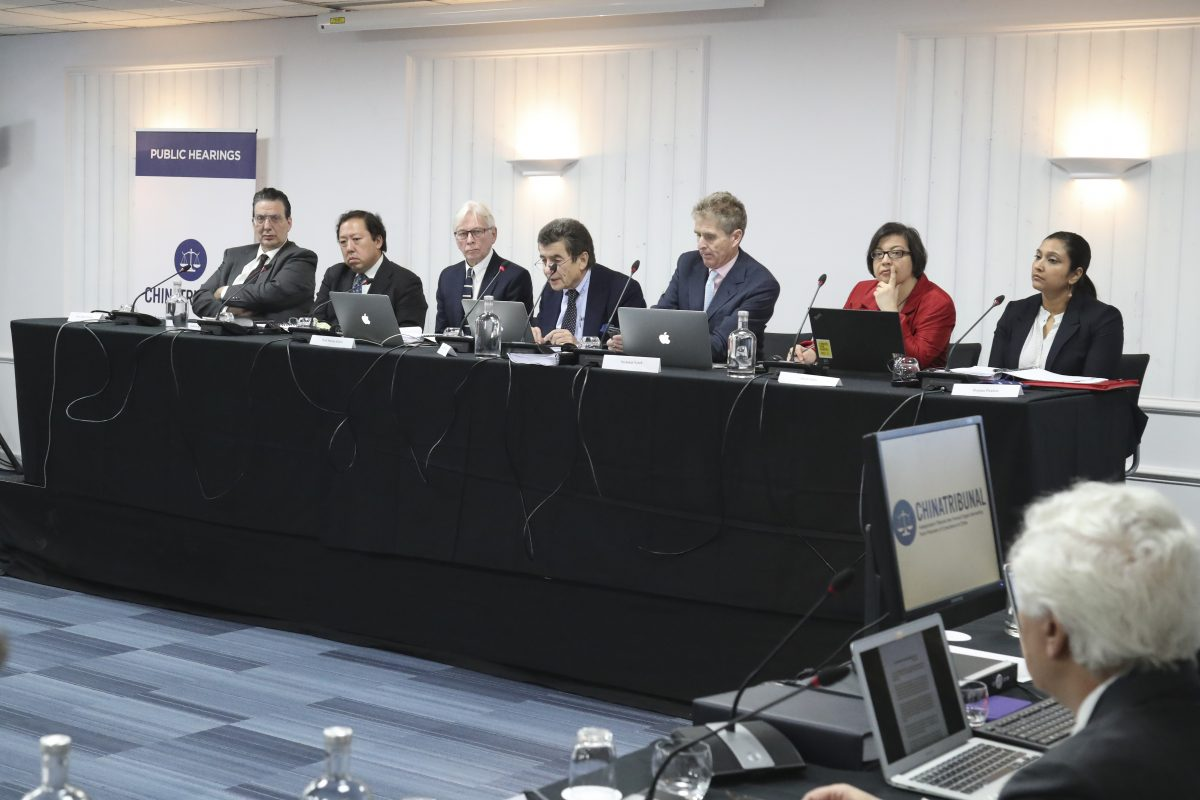
Заседание Лондонского трибунала 8 декабря 2018 г. Слева направо: Артур Уолдрон, Эндрю Ху, Мартин Эллиот, Джеффри Найс, Николас Ветч, Шади Садр, Регина Паулос

Трибунал по Китаю возглавляет Джеффри Найс, бывший главный обвинитель Международного трибунала по бывшей Югославии, представлявший на нём обвинение против президента Югославии Слободана Милошевича.
Другие участники — Мартин Эллиот (англ. Martin Elliott), профессор кардиоторакальной хирургии Лондонского университетского колледжа, юрист Эндрю Ху (Andrew Khoo), в 2019 году возглавлявший комитет конституционного права Малайзийской коллегии адвокатов, юрист Регина Паулоз (Regina Paulose) из США, специализирующаяся на международном уголовном праве и правах человека, иранский юрист Шади Садр (Shadi Sadr), специалист по правам человека и основатель организации «Справедливость для Ирана», предприниматель Николас Ветч, поддерживающий правозащитные и образовательные НПО, американский историк Артур Уолдрон (англ. Arthur Waldron), занимавшийся исследованиями Китая, международных отношений, национализма, войны и насилия.
В качестве советника в деятельности Трибунала по Китаю принимал участие также лондонский юрист Хамид Саби, специалист по арбитражному судопроизводству и правам человека, ранее принимавший участие в деятельности Трибунала по Ирану, расследовавшего массовые убийства политических заключённых властями Исламской Республики Иран в 1980-х годах.

## Решение
По вопросу о поддерживаемом властями Китайской Народной Республики насильственном извлечении органов для трансплантации Трибунал по Китаю заслушал показания более 50 свидетелей, в том числе медицинских работников, учёных, бывших заключённых, последователей Фалуньгун и представителей уйгурского мусульманского духовенства.
17 июня 2019 года Трибунал по Китаю принял окончательное решение, в котором говорилось, что «члены Трибунала уверены — единогласно и безо всяких сомнений — в том, что насильственное извлечение органов у узников совести, приводящее к многочисленным жертвам, длительное время практикуется в Китае», и что каждый, кто имеет дело с властями КНР или их представителями — имеет дело с преступным политическим режимом.
В этом же решении Трибунал по Китаю установил, что:
- в КНР многократно применялись пытки против уйгуров и последователей Фалуньгун;
- числовые данные, в том числе официальные данные КНР, демонстрируют нехватку добровольных доноров органов для выполнения такого количества трансплантаций, что дополнительно подтверждает существование недобровольных доноров;
- медицинские учреждения, занимающиеся трансплантацией органов, начали массово появляться в КНР раньше, чем добровольное донорство органов получило развитие;
- в ходе преследования Фалуньгун в КНР совершались преступления против человечности.

В заключительной части решения трибунал отметил, что «широкомасштабное принудительное извлечение органов осуществлялось по всему Китаю в течение многих лет» и назвал эту практику «беспрецедентным злодеянием, сравнимым с массовыми убийствами прошлого века».

## Оценки и критика

### Реакция властей КНР
По словам адвоката Хамида Сабима, Трибунал по Китаю неоднократно приглашал для опроса представителей Китайской Народной Республики, в том числе ведущих китайских медиков и сотрудников посольства КНР в Лондоне, однако никто из них не откликнулся на приглашение.
Как сообщает The Guardian, китайский режим неоднократно отвергал подобные обвинения и ставит под сомнение выводы этого общественного трибунала, называя их политически мотивированными и неправдивыми. Однако никаких доказательств обратного китайской стороной представлено не было. 17 июня 2019 года власти КНР заявили The Guardian, что «Китайское правительство всегда придерживалось руководящих принципов Всемирной организации здравоохранения в отношении трансплантации органов человека и в последние годы усилило контроль над трансплантацией органов. 21 марта 2007 года Госсовет КНР принял постановление о трансплантации человеческих органов при условии, что донорство человеческих органов должно осуществляться добровольно и бесплатно. Мы надеемся, что слухи не обманут британцев».

## Пояснения
1. ↑  англ. The Tribunal’s members are certain – unanimously, and sure beyond reasonable doubt – that in China forced organ harvesting from prisoners of conscience has been practiced for a substantial period of time involving a very substantial number of victims.